# Adalgiso (vescovo)
Adalgiso anche Adelgisio (fl. X secolo) è stato un vescovo italiano, vescovo della diocesi di Acqui nel X secolo.

## Biografia
Citato per la prima il 15 maggio 945 nel testamento del vescovo Attone, Adalgiso visse in un periodo storico tumultuoso per l'Alta Italia a causa delle scorribande saracene e del governo di Ugo d'Arles. L'insoddisfazione per re Ugo spinse Adalgiso e gli altri vescovi a riunirsi nel 947 in una dieta a Milano per concordare l'elezione a re d'Italia di Berengario d'Ivrea. 
Il 7 aprile 952, sempre scontenti della situazione politica nel Regno d'Italia, offrirono la corona a Ottone I di Sassonia durante una dieta ad Augusta, il 7 agosto, a cui partecipò anche Adalgiso.
Questo è l'ultimo documento che attesta l'esistenza di Adalgiso come vescovo di Acqui. Alcuni autori ritengono che possa avere ricevuto nel 962 il titolo di conte dall'imperatore, diploma purtroppo andato perduto e di cui conosciamo l'esistenza perché citato in un atto imperiale del 998 dove questo privilegio fu confermato al vescovo Primo.